# Luigi Malabrocca
Luigi Malabrocca (Tortona, 22 juni 1920 – Garlasco, 1 oktober 2006) was een Italiaans wielrenner. Hij is beter bekend als degene die de 'maglia nera' oftewel 'de zwarte trui' droeg in de Giro d'Italia. Dit betekende dat je de laatste was in het algemene klassement.

## Loopbaan
Gedurende zijn jeugd was hij een verdienstelijk renner, die zijn eerste wedstrijd won en de opvolger van streekgenoot Costante Girardengo moest worden. Deze status behield hij een tijd tot hij in een koers voorbij werd gefietst door een magere slagersjongen. Malabrocca was dit niet gewend en informeerde wie deze renner was. Zijn naam was Fausto Coppi. Vanaf dat moment waren de twee goede vrienden en was Malabrocca Coppi's meesterknecht.
Omdat Malabrocca zelf nog steeds ambitieus was en naar het schijnt niet om aandacht verlegen was besloot hij dit op een andere manier te krijgen. Hij merkte in de Giro van 1947 dat de toeschouwers veel aandacht schonken aan de laatste rijder van het klassement, wat hij op dat moment was. Vanaf dat moment was zijn streven om laatste te blijven. Dit deed hij door opvallend vaak lek te rijden of zich te verstoppen in een greppel langs de kant van de weg.
Twee jaar later was er een geduchte tegenstander in de strijd om 'de zwarte trui', Sante Carollo. Het was helemaal niet Carollo's bedoeling om laatste te staan in het klassement, maar aangezien hij op het laatste moment was opgeroepen voor de Giro, had hij totaal niet de conditie om zelfs maar het peloton bij te kunnen houden. Al snel had hij een achterstand van 2 uur op Malabrocca in het klassement. Malabrocca ging daarom in de laatste etappe rustig een bar in langs de weg, waar hij een aantal biertjes dronk en rustig handtekeningen uitdeelde. Echter kwam hij hierdoor zo laat binnen dat de tijdwaarnemers al vertrokken waren en hij dezelfde tijd kreeg als het peloton. Hierdoor liep hij alsnog 'de zwarte trui' mis. Het verhaal gaat dat hij na deze tegenslag meteen gestopt zou zijn met professioneel wielrennen. Dit klopt echter niet, aangezien hij nog tot 1958 doorging als prof.
In de laatste jaren van zijn carrière was Malabrocca nog een verdienstelijk veldrijder en behoorde hij tot de Italiaanse top in deze discipline.

## Erelijst
1948
- Coppa Agostoni

## Resultaten in voornaamste wedstrijden
| Jaar | Ronde van Italië | Ronde van Frankrijk | Ronde van Spanje |
| ---- | ---------------- | ------------------- | ---------------- |
| 1946 | 40e              |                     |                  |
| 1947 | 50e              |                     |                  |
| 1948 |                  |                     |                  |
| 1949 | 64e              |                     |                  |
| 1952 | opgave           |                     |                  |

| Jaar | Milaan-San Remo | Ronde van Vlaanderen | Parijs-Roubaix |
| ---- | --------------- | -------------------- | -------------- |
| 1946 | 45e             |                      |                |
| 1947 |                 |                      |                |
| 1948 | 20e             | 44e                  |                |
| 1949 | 109e            |                      | 67e            |
| 1952 |                 |                      |                |

- International Standard Name Identifier: 0000 0000 3150 2717
- Library of Congress Control Number: n95073363
- Virtual International Authority File: 53399790
- WorldCat: E39PBJbCR4XjjhgcMd3XjbgBT3